# 岩佐俊秀
岩佐 俊秀（Toshihide Iwasa、いわさ としひで、1975年11月18日 - ）は、日本のシンセサイザープログラマー、レコーディング・エンジニア、スタジオ設計者。北海道出身。O型。

## 来歴
1994年から小室哲哉のローディーを始め、安室奈美恵の1997年発売のアルバム「Concentration 20」にシーケンサーのプログラマーとして参加する。その後引き続き、小室の専属マニピュレーターとして活躍し、レコーディング・エンジニア、制作ディレクションを担当。3,000曲以上の楽曲制作と、数多くのライブ制作に参加。2017年まで師事する。当初は全く音楽を知らず、プログラミングなどは小室から学んだという。
2017年8月～2021年12月まで、「シンクライヴジャパン」に在籍する。次世代エンタメ技術開発・新規コンテンツ開発を担当した。
2021年4月より、株式会社「ベースドラム」にテクニカルプロデューサーとして参加する。
2024年1月、知的財産制作・音楽制作・マニピュレーター・レーベル等の総合事業「ゼロゴ」を設立。代表取締役に就任する。

## 参加作品
※小室哲哉の作品は膨大な量となる為、本項では除外する。
- 2006年 Nature Soul Feat. Joi Cardwell 「Live For The Day」
- 2010年 Purple Days 「SERENDIPITY」
- 2023年 浅田真央 アイスショー「BEYOND」
- 2023年 ULTRAMAN FINAL SEASON CELEBRATION LIVE
- 2023年 初音ミク×鼓童スペシャルライブ2023 結
- 2023年 ガールズ&パンツァー バーチャルライブ、はじめます!
- 2023年 なみき 「私でいられる場所」
- 2023年 ユーズ 「天気雨」
- 2024年 なみき 「Anniversary」